# Quebec (lớp tàu ngầm)
Tàu ngầm Đề án 615 (tiếng Nga: Проекта 615 - Proyekta 615) là loại tàu ngầm hoạt động ở vùng nước nông được đóng cuối những năm 1950 của Liên Xô. NATO gọi loại tàu ngầm này là lớp Quebec.

## Bối cảnh
SA Basilevskiy đã nghiên cứu động cơ diesel chu kỳ khép kín từ trước chiến tranh thế giới thứ hai và đã tạo ra một động cơ có mã là REDO. Các khí thải ra từ động cơ diesel được nén và Cacbon dioxide sinh ra được tách xuất để có thể xả ra ngoài theo hệ thống thoát riêng sau đó khí oxy từ bên ngoài được đưa vào động cơ trộn lẫn với oxy còn sót lại sau quá trình đốt cháy để tiếp tục quá trình hoạt động. Một mẫu thử nghiệm của động cơ này đã được gắn vào tàu ngầm M-401.
M-401 đã thực hiện 74 chuyến chạy thử nghiệm ở biển Caspi với 68 chuyến lặn trong phạm vi 360 hải lý (670 km; 410 mi) lặn dưới nước với động cơ thử nghiệm. Việc nghiên cứu sau đó bị đình trệ cho đến khi cuộc chiến tại Leningrad kết thúc.
Các dữ liệu trong các cuộc thử nghiệm này được dùng để chế tạo tàu ngầm Đề án 615.

## Mô tả
Tàu ngầm Đề án 615 được trang bị 2 động cơ diesel thông thường ở hai bên và 1 động cơ diesel chu kỳ khép kín nằm ở chính giữa sử dụng oxy hóa lỏng để hoạt động như động cơ đẩy không cần không khí khi tàu đang lặn, mỗi động cơ được gắn với một trục chân vịt.
Tàu ngầm có một ống thông hơi gắn ở vị trí cuối tháp điều khiển. Nó có 4 ống phóng ngư lôi ở phía trước, nhữ chiếc đầu tiên trong lớp này có thêm pháo 25 mm nhưng sau đó đã bỏ ra khỏi thiết kế.
Thiết kế mang theo bình oxy hóa lỏng có nhược điểm là nó chỉ trữ được oxy cho 14 ngày thì phải sử dụng hết nếu không oxy sẽ hóa hơi và rò rỉ ra ngoài. Ngoài ra bình oxy này cũng đã gây ra một số vụ tai nạn cháy nổ.

## Hoạt động
30 chiếc đã được đóng từ năm 1952 đến năm 1957 trong 100 chiếc được lên kế hoạch nhưng tất cả số còn lại đều bị hủy bỏ vì Liên Xô đã phát triển thành công tàu ngầm hạt nhân và bắt đầu tiến hành thay thế. Tất cả tàu ngầm Đề án 615 hoàn toàn đưa ra khỏi biên chế trong những năm 1970.